# BMG Poland
BMG Poland Sp. z o.o. – polska wytwórnia muzyczna, pododdział koncernu BMG, powstała w 1993 roku w Warszawie.
W 1996 roku wytwórnia odkupiła od Marka Kościkiewicza wytwórnię Zic Zac, która w styczniu 1997 została przekształcona w pododdział BMG Poland. Kościkiewicz natomiast objął stanowisko dyrektora generalnego BMG w Polsce.
5 sierpnia 2004 roku wytwórnia BMG Poland połączyła się z Sony Music Entertainment Poland tworząc Sony BMG Music Entertainment Poland. Fuzja odbyła się na mocy umowy joint venture pomiędzy koncernami BMG i Sony Music Entertainment.
W katalogu BMG Poland znajdowali się m.in. tacy wykonawcy jak: Ania Dąbrowska, De Mono, Ewelina Flinta, Golden Life, Lech Janerka, Alicja Janosz, Robert Janson oraz Just 5. 67 z wydanych przez wytwórnię płyt uzyskało w Polsce status złotej, 35 platynowej oraz 1 diamentowej. Największy sukces komercyjny odniósł wydany w 1999 roku album polskiej wokalistki Kayah i bośniackiego muzyka Gorana Bregovicia – Kayah i Bregović. Nagrania uzyskały status diamentowej płyty w Polsce sprzedając się w nakładzie 500 tys. egzemplarzy.
Do czasu przekształcenia w 2004 roku firma prowadziła pododdział Sissy Records wydający muzykę alternatywną. Oficyna wydała nagrania m.in. takich wykonawców jak: Andrzej Smolik, Cool Kids of Death, Futro, Jacek Lachowicz, Lenny Valentino, Novika oraz Ścianka.

## Artyści BMG Poland
Na liście wymieniono wyłącznie polskich artystów nagrywających w wytwórni BMG Poland.
- Aldona Dąbrowska „Dona”
- Alicja Janosz
- Andrzej Piaseczny[8]
- Andrzej Smolik
- Anioły
- Ania Dąbrowska
- Anna Marucha „Sally”
- Artur Gadowski (wydał solowe albumy)
- Big Cyc
- Cezary Pazura
- Cool Kids of Death
- De Mono
- DJ Bomba
- Doktor Granat
- D.U.I.
- Elektryczne Gitary
- Ewelina Flinta
- Friends
- Funky Filon
- Futro
- Golden Life
- Goran Bregović
- Hav Rań
- Homosapiens
- Ira
- Jan Borysewicz
- Just 5
- Kazik Staszewski
- Katarzyna Stankiewicz (wydała solowe albumy)
- Kayah
- Krzysztof Kasowski „K.A.S.A.” (także jako C.A.S.A.)
- Krzysztof Krawczyk
- Krzysztof Zalewski „Zalef”
- Lady Pank
- Larry Ugwu
- Lech Janerka
- Lenny Valentino
- Liroy
- Los Amigos
- Mafia
- Maja Kraft
- Makowiecki Band
- Paweł Kukiz
- Physical Love
- Reds
- Roan
- Robert Janson (wydał solowy album)
- Sławek Wiśnik
- Stanisław Wielanek i Chewra
- Ścianka
- Varius Manx
- Waco
- Yugoton

## Katalog (niekompletny)
Przez cały okres funkcjonowania, BMG Poland wydawała swoje albumy na płytach CD (na których wydawała również single) i kasetach MC. Poniższa dyskografia prezentuje nagrania na płytach kompaktowych. Aby uzyskać kod katalogowy kasety, należy ostatnią cyfrę 2 zamienić na cyfrę 4.
- 74321143292 – Eros Ramazotti Tutte storie 1993 (album)
- 74321211652 – Big Cyc Nie zapomnisz nigdy 1994 (album)
- 74321232672 – Sparks Gratuitous Sax & Senseless Violins 1994 (album)
- 74321240812 – M People Bizarre Fruit 1994 (album)
- 74321264692 – Liroy Scyzoryk 1995 (singel z albumu Alboom) – także na kasecie
- 74321298082 – Summer Mega Hits '95 1995 (kompilacja)
- 74321306632 – Liroy Alboom 1995 (album Atari Teenage Riot)
- 74321343872 – Love Mega Hits 1995 (kompilacja)
- 74321393672 – K.A.S.A. Reklama 1996 (singel z albumu Reklama)
- 74321395232 – Liroy Bafanq! 1996 (singel)
- 74321397882 – K.A.S.A. Reklama 1996 (album)
- 74321407362 – K.A.S.A. Kasanova 1996 (singel z albumu Reklama)
- 74321429742 – Robert Miles Dreamland 1996 (album)
- 74321437602 – Liroy Bafangoo! część 1 1996 (minialbum)
- 74321437642 – Liroy ...i co dalej ?! 1996 (singel z albumu Bafangoo! część 1)
- 74321438552 – Einstürzende Neubauten Ende Neu 1996 (album)
- 74321456602 – K.A.S.A. Sex i kasa 1996 (singel z albumu Reklama)
- 74321460792 – Kayah Zebra 1997 (album)
- 74321461772 – Kayah Na językach 1997 (singel z albumu Zebra)
- 74321475012 – Robert Janson Małe szczęścia 1997 (singel z albumu Trzeci wymiar)
- 74321475052 – Robert Janson Trzeci wymiar 1997 (album)
- 74321482382 – M.A.F.I.A. i K.A.S.A. Noc za ścianą 1997 (singel z albumu M.A.F.I.A. pt. FM)
- 74321490372 – Liroy Skaczcie do góry 1997 (singel z albumu L)
- 74321491582 – Pop Mega Hits '97 1997 (składanka)
- 74321492922 – Just 5 Kolorowe sny 1997 (singel z albumu Kolorowe sny)
- 74321495522 – K.A.S.A. Dżu-dżu 1997 (singel z albumu Prezes kuli ziemskiej)
- 74321498662 – Liroy L 1997 (album)
- 74321499072 – Just 5 Kolorowe sny 1997 (album)
- 74321501462 – Dominó Comvido! 1997 (album)
- 74321503452 – Just 5 Sugar Baby Love 1997 (singel z albumu Kolorowe sny)
- 74321503462 – Hav Rań Redyk / Hej Janicku 1997 (singel z albumu Hej Janicku)
- 74321508762 – K.A.S.A. Prezes kuli ziemskiej 1997 (album)
- 74321515072 – Varius Manx Kiedy mnie malujesz 1997 (singel z albumu End)
- 74321516822 – Elektryczne Gitary Nie jestem z miasta – The best of 1997 (kompilacja)
- 74321517682 – Dance Mega Hits 3 1997 (album)
- 74321517692 – Varius Manx End 1997 (album)
- 74321523032 – K.A.S.A. Wywiad (Prezes Kuli Ziemskiej) 1997 (singel z albumu Prezes kuli ziemskiej)
- 74321523252 – Bravo 20 Hits vol. 3 1997 (kompilacja)
- 74321525452 – Eros Ramazotti Eros – Greatest Hits 1997 (kompilacja)
- 74321528442 – Electronica 1997 (kompilacja)
- 74321528532 – Massive Dance 1997 (kompilacja)
- 74321529252 – Best of Boysbands 1997 (kompilacja)
- 74321530292 – Westbam We'll Never Stop Living This Way 1997 (album)
- 74321531262 – Just 5 Rozpalmy miłość 1997 (singel z albumu Kolorowe sny)
- 74321536182 – Varius Manx Najmniejsze państwo świata 1997 (singel z albumu End)
- 74321542852 – Liroy Dawno, dawno temu... 1997 (singel z albumu L)
- 74321543872 – Playboy Play... 1997 (składanka)
- 74321544412 – Natalie Imbruglia Left of the Middle 1997 (album)
- 74321545632 – De Mono Paparazzi 1997 (singel z albumu Paparazzi)
- 74321545812 – De Su Właśnie stajesz się 1997 (singel z albumu Uczucia)
- 74321548772 – De Mono Paparazzi 1997 (album)
- 74321549042 – Just 5 Najpiękniejsze polskie kolędy 1997 (maxisingiel świąteczny)
- 74321549112 – Piasek Mocniej? 1997 (singel z albumu Piasek)
- 74321552032 – Dance Mega Hits vol. 4 1997 (kompilacja)
- 74321553462 – Piasek Piasek 1998 (album)
- 74321557902 – Sally Akacja 1998 (singel z albumu Chociaż raz)
- 74321560852 – Varius Manx Pilnujcie marzeń 1998 (singel z albumu End)
- 74321562152 – De Su Uczucia 1998 (album)
- 74321562352 – K.A.S.A. i P.I.A.S.E.K. Być tu i teraz 1998 (singel z albumu K.A.S.A. pt. Prezes kuli ziemskiej)
- 74321567032 – World Music 1998 (kompilacja)
- 74321573582 – Modern Talking Back for Good 1998 (kompilacja)
- 74321574452 – G Squad Besoin de vous 1998 (album)
- 74321574822 – Dona Tak będzie lepiej 1998 (singel z albumu Dona)
- 74321579032 – Sławek Wiśnik Tylko Ty 1998 (singel)
- 74321579532 – Artur Gadowski Artur Gadowski 1998 (album)
- 74321579542 – Dona Dona 1998 (album)
- 74321579732 – Coumba Gawlo Yo Malé 1998 (album)
- 74321581162 – Piłkarskie Hity Bez nienawiści 1998 (singel z albumu Piłkarskie hity)
- 74321582402 – Golden Life i Liroy Mamok, czyli nic a nic 1998 (singel)
- 74321583032 – Muzyka z filmu Kochaj i rób co chcesz 1998 (ścieżka dźwiękowa)
- 74321583852 – Piasek Dalej!... obok nas 1998 (singel z albumu Piasek)
- 74321587672 – De Mono Kiedy byłaś blisko mnie 1998 (singel z albumu Paparazzi)
- 74321590202 – De Su Dzikość wina 1998 (singel z albumu Uczucia)
- 74321594042 – Just 5 Zaczarowany świat 1998 (singel z albumu Zaczarowany świat)
- 74321594052 – Just 5 Zaczarowany świat 1998 (album)
- 74321594052 – Just 5 Kolędy i pastorałki oraz remixy z płyty Zaczarowany świat 1998 (singel świąteczny)
- 74321602092 – Reds Jak dwa słońca 1998 (singel z albumu Berlin)
- 74321602122 – Reds Berlin 1998 (album)
- 74321608312 – DJ Bomba Bombadier 1998 (album)
- 74321608332 – DJ Bomba Góry, morzelasy 1998 (maxisingiel z albumu Bombadier)
- 74321609212 – Dona Zdobyć szczyt 1998 (singel z albumu Dona)
- 74321613272 – Just 5 Gdzie nie ma róż 1998 (singel z albumu Zaczarowany świat) – wydany też z singlem Black Jack
- 74321614572 – Roan Denis Rodman Club 1998 (album)
- 74321614852 – Elektryczne Gitary Sława – de best 2 1998 (kompilacja)
- 74321624812 – Planeta Dance 1998 (kompilacja)
- 74321625232 – K.A.S.A. Każdy lubi boogie 1998 (singel z albumu No. 3)
- 74321625242 – K.A.S.A. No. 3 1998 (album)
- 74321625872 – C.C. Catch Best of '98 1998 (kompilacja)
- 74321626672 – Piasek i Jan Borysewicz Wciąż bardziej obcy 1998 (singel z albumu Piasek)
- 74321627502 – Just 5 Black Jack 1998 (singel z albumu Zaczarowany świat) – wydany też z singlem Gdzie nie ma róż
- 74321627512 – Dona Uwięziony ptak 1998 (singel z albumu Dona)
- 74321628942 – Urszula Supernova 1998 (album)
- 74321633274 – Khadja Nin Ya... 1998 (album)
- 74321634812 – Kayah i Goran Bregović Kayah i Bregović 1999 (album)
- 74321638162 – Fun Factory Party With Fun Factory 1999 (singel z albumu Next Generation)
- 74321639972 – Techno Zone vol. 2 1999 (kompilacja)
- 74321642472 – K.A.S.A. Wino marki wino 1999 (singel z albumu No. 3)
- 74321646672 – Anioły Nie pokocham Cię 1999 (singel)
- 74321648712 – K.A.S.A. Wszyscy kochają kasę 1999 (singel z albumu No. 3)
- 74321650902 – World Music vol. 2 1999 (kompilacja)
- 74321659402 – Kasia Stankiewicz Dopiero od jutra 1999 (singel z albumu Kasia Stankiewicz)
- 74321662172 – Robert Janson Nowy świat 1999 (singel z albumu Nowy świat)
- 74321663362 – Robert Janson Nowy świat 1999 (album)
- 74321665922 – Kasia Stankiewicz Kasia Stankiewicz 1999 (album)
- 74321671362 – Techno Zone vol. 3 1999 (kompilacja)
- 74321672552 – Cezary Pazura Płyta stereofoniczna[9] 1999 (album)
- 74321673052 – Dschinghis Khan The History of Dschinghis Khan 1999 (kompilacja)
- 74321674582 – Mafia 99 (album)
- 74321677112 – Wonderful 80's vol. 2 1999 (składanka)
- 74321677842 – Kasia Stankiewicz Żeby dostać, trzeba dać 1999 (singel z albumu Kasia Stankiewicz)
- 74321678142 – Golden Life Samasyrop – Golden Hits 1999 (kompilacja)
- 74321678162 – Mr. X & Mr. Y New World Order 1999 (album)
- 74321679532 – Modern Talking Sexy Sexy Lover 1999 (singel z albumu Alone)
- 74321679842 – Just 5 Cienie wielkich miast 1999 (album)
- 74321679892 – Cezary Pazura Przystojny jestem 1999 (singel z albumu Płyta stereofoniczna)
- 74321681612 – Cezary Pazura Był pochmurny dzień 1999 (singel z albumu Płyta stereofoniczna)
- 74321684262 – K.A.S.A. O tym się mówi 1999 (singel z albumu No. 3)
- 74321684272 – Golden Life Napinacz 2000 1999 (singel z albumu Samasyrop – Golden Hits)
- 74321684662 – Bad Boys Blue ...Continued 1999 (album)
- 74321686162 – De Mono Play 1999 (album)
- 74321686412 – Mafia Piaskiem w oczy 1999 (singel z albumu 99)
- 74321689182 – Cezary Pazura Mam chorą wyobraźnię 1999 (singel z albumu Płyta stereofoniczna)
- 74321693322 – Liroy Dzień Szaka-L’a (Bafangoo, część 2.) 1999 (album)
- 74321693322 – Liroy Moja autobiografia 1999 (singel z albumu Dzień Szaka-L’a (Bafangoo, część 2.))
- 74321697512 – De Mono Kim naprawdę jesteś 1999 (singel z albumu Play)
- 74321698972 – Booom '99 vol. 2 1999 (kompilacja)
- 74321699792 – Liroy Impreza 1999 (singel z albumu Dzień Szaka-L’a (Bafangoo, część 2.))
- 74321702212 – Golden Life Lubisz? 1999 (singel z albumu Samasyrop – Golden Hits)
- 74321703522 – Chris Norman Full Circle 1999 (album)
- 74321710082 – Just 5 Za to, co mam 1999 (singel z albumu Cienie wielkich miast)
- 74321711312 – De Mono Anna mieszka tutaj 1999 (singel z albumu Play)
- 74321711672 – De Mono Wszystko na sprzedaż 1999 (singel z albumu Play)
- 74321717054 – Liroy Kiedy jesteś na dnie 1999 (singel z albumu Dzień Szaka-L’a (Bafangoo, część 2.))
- 74321712252 – E-Rotic Mambo no. Sex 1999 (album)
- 74321723872 – Top 99: Największe hity roku 1999 1999 (kompilacja)
- 74321725192 – Touché Another Part of Us 1999 (album)
- 74321727952 – Piasek Popers 2000 (album)
- 74321737792 – C.A.S.A. i Los Amigos Maczo? 2000 (singel z albumu Maczo?)
- 74321738952 – C.A.S.A. i Los Amigos Maczo? 2000 (album)
- 74321742112 – Varius Manx Teraz i tu 2000 (singel z kompilacji Najlepsze z dobrych)
- 74321742122 – Physical Love Muzyka z filmu „Kalafiorr” 2000 (ścieżka dźwiękowa)
- 74321742672 – Christina Aguilera What a Girl Wants – remixy D.U.I. 2000 (maxisingiel z albumu Christina Aguilera)
- 74321744162 – Varius Manx Najlepsze z dobrych 2000 (kompilacja)
- 74321748342 – De Mono V2 Instrumental 2000 (kompilacja)
- 74321749302 – Varius Manx Wolni w niewoli 2000 (singel z kompilacji Najlepsze z dobrych) – pierwsza wersja okładki
- 74321750272 – Artur Gadowski G.A.D. 2000 (album)
- 74321750602 – HIM Razorblade Romance 2000 (album)
- 74321753352 – C.A.S.A. Takie numery 2000 (singel z albumu Maczo?)
- 74321754602 – Liroy HaHa – że jak? 2000 (singel z albumu Dzień Szaka-L’a (Bafangoo, część 2.))
- 74321755132 – Varius Manx Wolni w niewoli 2000 (singel z kompilacji Najlepsze z dobrych) – druga wersja okładki
- 74321755332 – Kayah JakaJaKayah 2000 (album)
- 74321758902 – Toni Braxton The Heat 2000 (album)
- 74321759702 – Techno Zone vol. 4 2000 (kompilacja)
- 74321759712 – Lady Pank Nasza reputacja 2000 (album)
- 74321763732 – Funky Filon Autorytet 2000 (album)
- 74321763852 – C.A.S.A. i Los Amigos Telenowele 2000 (singel z albumu Maczo?)
- 74321769502 – Maja Kraft Moje skrzydła 2000 (album)
- 74321769912 – Modern Talking Don’t Take Away My Heart 2000 (singel z albumu Year of the Dragon)
- 74321769922 – Funky Filon Przesilenie 2000 (singel z albumu Autorytet)
- 74321777682 – Top 30 Dance Chart – Lata 1984–1986 2000 (składanka)
- 74321779542 – D.U.I. Freeway 2000 (singel)
- 74321779694 – Bad Boys Blue Tonite 2000 (album)
- 74321791382 – Natalia Oreiro Cambio Dolor 2000 (singel z albumu Natalia Oreiro)
- 74321791442 – Liroy L2K 2000 (singel z kompilacji 10)
- 74321792222 – Booom 2000 vol. 2 2000 (kompilacja)
- 74321792532 – Friends Siedem i... 2000 (maxisingiel z albumu Friends)
- 74321793702 – Liroy 10 2000 (kompilacja)
- 74321805142 – Stasiek Wielanek i Chewra Party na nalewkach 2001 (album)
- 74321808282 – Natalia Oreiro Natalia Oreiro 2001 (edycja specjalna albumu)
- 74321818252 – Doktor Granat Świadkowie rocka 2001 (album)
- 74321821692 – Polisz MTV 2001 (kompilacja)
- 74321822592 – Friends Jak dziewczyny i chłopaki 2001 (maxisingiel z albumu Friends)
- 74321823912 – Natalia Oreiro Me Muero De Amor 2001 (singel z albumu Natalia Oreiro)
- 74321839402 – Yugoton i Kazik Staszewski Malcziki 2001 (singel z albumu Yugoton)
- 74321839692 – Ścianka …only your bus doesn’t stop here EP 2001 (minialbum)
- 74321843302 – Natalia Oreiro Que Si, Que Si 2001 (maxisingiel z albumu Natalia Oreiro)
- 74321845332 – Natalia Oreiro Natalia Oreiro 2001 (album)
- 74321847002 – Homosapiens Big Frank 2001 (album)
- 74321848952 – Big Brother 2001 (kompilacja utworów wykorzystanych w tym programie)
- 74321853002 – Urszula Udar 2001 (album)
- 74321853562 – Zabawa non stop 3 2001 (kompilacja)
- 74321854612 – Golden Life Do zakochania jeden krok 2001 (singel ze składanki Zabawa non stop 3)
- 74321855782 – Piasek 2 Long 2001 (maxisingiel na Konkurs Piosenki Eurowizji 2001)
- 74321859432 – Kayah i Cesária Évora Embarcação 2001 (singel z edycji specjalnej albumu JakaJaKayah)
- 74321861312 – Sigur Rós Ágætis byrjun 2001 (album)
- 74321861332 – Doktro Granat Wolny czas 2001 (singel z albumu Świadkowie rocka)
- 74321861592 – Mayday – 10 in 01 – The Compilation 2001 (kompilacja)
- 74321862352 – Andrzej Smolik Smolik 2001 (album)
- 74321864672 – Andrzej Smolik Smolik 2001 (album promocyjny)
- 74321865132 – Big Brother – Cool Tracks 2001 (kompilacja dwupłytowa/dwukasetowa)
- 74321866422 – Waco Czas dokonać wyboru 2001 (singel z albumu Świeży materiał)
- 74321869512 – Rei Ceballo, Calle Sol i K.A.S.A. Moja Mañana 2001 (singel z albumu Perro Volando)
- 74321872212 – Ścianka Sława EP 2001 (minialbum)
- 74321872482 – Natalia Oreiro Tu Veneno 2001 (album)
- 74321876522 – Krzysztof Krawczyk i Goran Bregović Daj mi drugie życie 2001 (album)
- 74321882982 – De Mono De Luxe 2001 (album)
- 74321883772 – Sissy Light 2001 (składanka)
- 74321891262 – Krzysztof Krawczyk i Goran Bregović Ślady na piasku 2001 (singel z albumu Daj mi drugie życie)
- 74321891982 – Lech Janerka Fiu fiu... 2001 (album)
- 74321892012 – Liroy i Lionel Richie Hello – Czy Ty czujesz to? 2001 (singel)
- 74321893902 – HIM Deep Shadows and Brilliant Highlights 2001 (album)
- 74321894022 – Garbage Beautiful Garbage 2001 (album)
- 74321897382 – Liroy Bestseller 2001 (album)
- 74321898902 – Lenny Valentino Uwaga! Jedzie tramwaj 2001 (album)
- 74321899022 – Alicia Keys Songs in A Minor 2001 (album)
- 74321899412 – Homosapiens Elephant 2001 (minialbum)
- 74321899922 – Lenny Valentino Dom nauki wrażeń 2001 (maxisingiel z albumu Uwaga! Jedzie tramwaj)
- 74321900522 – Liroy ...a j...ć mi się chce 2002 (singel z albumu Bestseller)
- 74321900572 – Garbage Beautiful Garbage 2002 (album)
- 74321901982 – Andrzej Smolik i Larry Okey Ugwu Alili 2002 (minialbum)
- 74321906652 – Big Brother 2 – polskie hity 2002 (kompilacja)
- 74321906772 – Antosh What Fuels Your Fire? E.P. 2002 (minialbum)
- 74321914342 – Futro Futro 2002 (album)
- 74321916102 – The Calling Camino Palmero 2002 (album)
- 74321930232 – Krzysztof Krawczyk i Goran Bregović Kris & Goran 2002 (album)
- 74321939942 – Cool Kids of Death Cool Kids of Death 2002 (album)
- 74321940102 – Culture Flash – Mayday Compilation 2002 (kompilacja)
- 74321944922 – Lady Pank Besta besta 2002 (kompilacja)
- 74321948122 – Urszula The Best 2002 (album)
- 74321949372 – Natalia Oreiro Turmalina 2002 (album)
- 74321952212 – Idol Top 10 2002 (składanka)
- 74321954522 – K.A.S.A. Za friko 2002 (album)
- 74321954622 – Ścianka Białe wakacje EP 2002 (minialbum)
- 74321957592 – Westbam Right On 2002 (album)
- 74321962022 – De Mono Największe przeboje 2002 (dodatek do magazynu Olivia)
- 74321965532 – Jan Borysewicz i Paweł Kukiz Borysewicz & Kukiz 2002 (album)
- 74321967402 – Lady Pank Zawsze tam, gdzie ty 2002 (reedycja albumu)
- 74321969262 – Tom Jones Mr. Jones 2002 (album)
- 74321969272 – Ścianka Białe wakacje 2002 (album)
- 74321970242 – Krzysztof Krawczyk ...Bo marzę i śnię 2002 (album)
- 74321976682 – Alicja Janosz Ala Janosz 2002 (album)
- 74321979312 – Makowiecki Band Makowiecki Band 2002 (album)
- 74321979442 – Mayday Poland Culture Flash 2002 (kompilacja)
- 74321986932 – Kwiatus! 2002 (kompilacja)
- 82876500692 – Projekt SI 031 2003 (kompilacja)
- 82876502202 – Sissy Stuff 2003 (kompilacja)
- 82876505812 – Idol Top 10 cz. 2 2003 (składanka)
- 82876506982 – K.A.S.A. Best 1996−2003 2003 (kompilacja)
- 82876508042 – Ewelina Flinta Przeznaczenie 2003 (album)
- 82876520362 – Ścianka Harfa traw EP 2003 (minialbum)
- 82876528572 – Zetzibar 2003 (kompilacja)
- 82876529052 – Outkast Speakerboxxx/The Love Below 2003 (album dwupłytowy/dwukasetowy)
- 82876553452 – Ladies 2003 (kompilacja)
- 82876553472 – Kayah Stereo typ 2003 (album)
- 82876553482 – Ania Dąbrowska Samotność po zmierzchu 2003 (album)
- 82876555812 – Cool Kids of Death 2 2003 (album)
- 82876564892 – Andrzej Piaseczny Andrzej Piaseczny 2003 (album)
- 82876568132 – Pink Try This 2003 (album)
- 82876568992 – Kayah The best of 2003 (dodatek do tygodnika Naj)
- 82876569102 – C.C. Catch Gwiazdy XX wieku – Największe przeboje 2003 (kompilacja)
- 82876569112 – Bad Boys Blue Gwiazdy XX wieku – Największe przeboje 2003 (kompilacja)
- 82876569122 – Smokie Gwiazdy XX wieku – Największe przeboje 2003 (kompilacja)
- 82876569142 – Ricchi e Poveri Gwiazdy XX wieku – Największe przeboje 2003 (kompilacja)
- 82876573862 – Cool Kids of Death 2.2 2004 (dwupłytowa edycja specjalna)
- 82876573872 – Zalef Pistolet 2004 (album)
- 82876594862 – De Mono Największe przeboje 2004 (dodatek do tygodnika Pani Domu)
- 82876600582 – Krzysztof Krawczyk To, co w życiu ważne 2004 (album)
- 82876604872 – Cesária Évora Najpiękniejsze przeboje 2004 (dodatek do miesięcznika Twój Styl)
- 82876606602 – Feat. Novika 2004 (kompilacja)
- 82876617882 – Lady Pank Teraz 2004 (album)
- 82876620252 – Al Bano i Romina Power Gwiazdy XX wieku – Największe przeboje 2004 (kompilacja)
- 82876620722 – De Mono De Best 2004 (kompilacja)
- 82876633552 – Urszula Gwiazdy XX wieku – Największe przeboje – część 1 2004 (kompilacja)
- 82876633572 – Varius Manx Gwiazdy XX wieku – Największe przeboje – część 1 2004 (kompilacja)
- 82876641102 – Urszula Gwiazdy XX wieku – Największe przeboje – część 2 2004 (kompilacja)
- 82876641112 – Varius Manx Gwiazdy XX wieku – Największe przeboje – część 2 2004 (kompilacja)
- 82876646072 – K.A.S.A. Gwiazdy XX wieku – Największe przeboje 2004 (kompilacja)
- 82876650512 – Monika Brodka Album 2004 (album)
- 82876659432 – Cool Kids of Death Cool Kids of Death – wersja angielska 2004 (album)
- 82876659442 – Ania Dąbrowska Samotność po zmierzchu 2004 (dwupłytowa edycja specjalna)

Single (od 2002):
- BMGLOC0084 – Ania Dąbrowska Tego chciałam 2004 (singel z albumu Samotność po zmierzchu)
- BMGLOC0110 – Ania Dąbrowska Charlie, Charlie 2004 (singel z albumu Samotność po zmierzchu)
- BMGLOC0116 – Ania Dąbrowska Glory 2004 (singel z albumu Samotność po zmierzchu)

Inne:
- De Su Era wodnika 1997 (singel z albumu De Su)
- Ewelina Flinta Żałuję 2003 (singel z albumu Przeznaczenie)
- Ewelina Flinta Goniąc za cieniem 2003 (singel z albumu Przeznaczenie)
- Ewelina Flinta Przeznaczenie (singel z albumu Przeznaczenie)
- Idol Top 10 Może się wydawać 2002 (singel z albumu Idol Top 10)
- Idol Top 10 cz. 2 Czy... 2003 (singel z albumu Idol Top 10 cz. 2)
- Mafia Nie ma takich miejsc 1999 (singel z albumu 99)
- Mafia Moja nieśmiałość 2000 (singel z albumu 99)
- Mafia Aniele mój 2002 (singiel, nie znalazł się na albumie)
- Robert Janson Itaka 1997 (singel z albumu Trzeci wymiar)
- Robert Janson Jedno słowo wystarczy 1997 (singel z albumu Trzeci wymiar)
- Piasek Kochać masz 1999 (singel wakacyjny)